# Jakob von Helmstatt

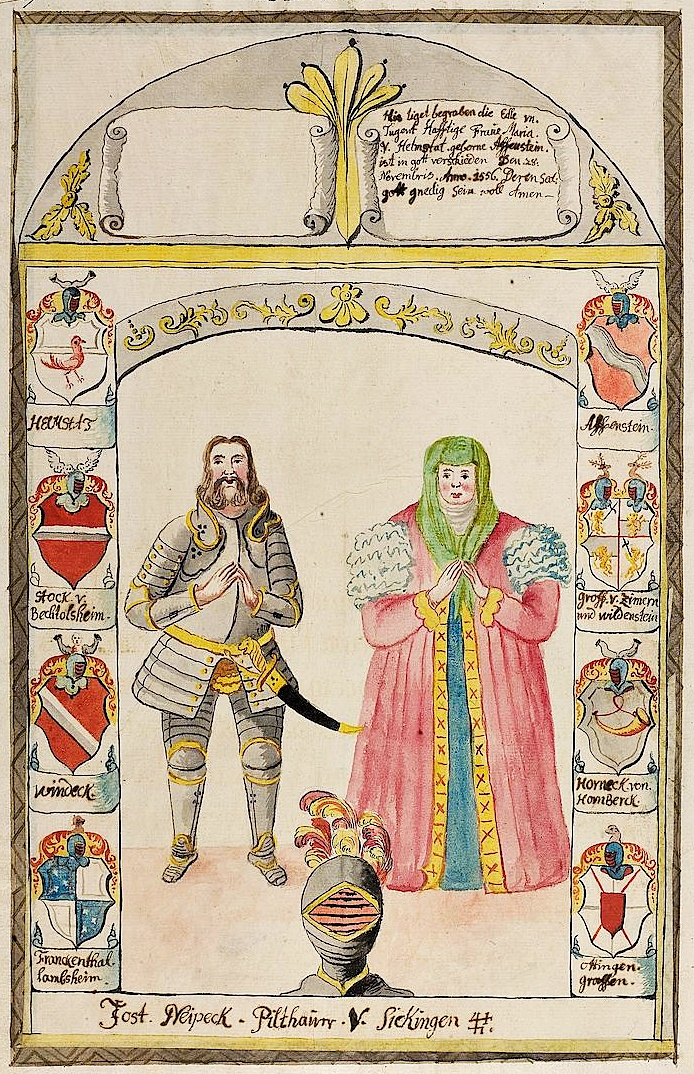
Zeichnung des Grabsteins im Thesaurus Palatinus, um 1750 (Wappenfarben teilweise falsch)

Jakob von Helmstatt (* um 1500; † nach 1560) war kurpfälzischer Amtmann in Dirmstein. Sein qualitatives Renaissance-Epitaph aus Lambsheim befindet sich heute im Historischen Museum der Pfalz zu Speyer.

## Herkunft
Jakob war der Urenkel von Weiprecht II. von Helmstatt (1369–1421), dem Kanzler des deutschen Königs Ruprecht I. und Bruder des Speyerer Bischofs Raban von Helmstatt.
Er wurde geboren als Sohn des Christoph von Helmstatt († 1536) und seiner zweiten Gattin Barbara Stock von Bechtolsheim.
Der Familienzweig residierte in Lambsheim und nannte sich meist von Helmstatt zu Lambsheim und Oberöwisheim.

## Leben
Jakob von Helmstatt fungierte seit 1547 als kurpfälzischer Amtmann in Dirmstein, das zu jener Zeit geteilt war und zusätzlich auch einen hochstiftisch wormsischen Amtmann besaß. Laut Gemeindearchiv Lambsheim bewohnte er 1560 das Haus Nr. 46 in der Vordergasse, „mit einem Erker und sechs Säulen“.
Er war verheiratet mit der aus Dirmstein stammenden Maria von Affenstein († 1556), Tochter des kurpfälzischen Hofrichters bzw. Reichstagsgesandten Wolf von Affenstein und seiner Gattin Margarete von Zimmern, Schwester des Richters am Reichskammergericht Wilhelm Werner von Zimmern. Maria Helmstatt geb. von Affenstein war demnach eine Cousine des Froben Christoph von Zimmern (1519–1566), des Verfassers der Zimmerischen Chronik. Außerdem war sie die Tante von Johann Friedrich Hund von Saulheim († 1635), seit 1612 deutscher Johanniter-Großprior und Reichsfürst von Heitersheim, dem Sohn ihrer Halbschwester Regula Christophera Hund von Saulheim geb. von Affenstein.
Mit seiner Gemahlin hatte Jakob von Helmstatt mindestens neun Kinder. Einer ihrer Nachkommen war der Feldmarschall Franz Ludwig von Helmstatt (1752–1841), eine andere Nachfahrin Isabella Gräfin von Tauffkirchen-Engelberg (1808–1855), die König Ludwig I. von Bayern für seine Schönheitengalerie porträtieren ließ.

## Tod und Gedenken
Maria von Helmstatt geb. von Affenstein verstarb am 28. November 1556 und wurde in der St. Stephanskirche zu Lambsheim bestattet. Dort ließ der Gatte für sie und für sich selbst ein kunstvolles Wappen-Epitaph errichten, das beide Eheleute auch als Relieffiguren mit gefalteten Händen zeigt. Das Todesdatum des Ehemannes wurde nicht nachgetragen.
Der Landeshistoriker Johann Franz Capellini von Wickenburg hat den Grabstein um 1750 mit einer farbigen Zeichnung in seinem Sammelwerk Thesaurus Palatinus festgehalten. Damals stand er im Langhaus der nicht mehr existenten, zwischen Katholiken und Reformierten geteilten Lambsheimer Stephanskirche. In der ersten Hälfte des 20. Jahrhunderts verbrachte man das Monument wegen seiner Qualität und historischen Bedeutung ins Historische Museum der Pfalz nach Speyer, wo es sich noch heute befindet. Es ist unten signiert von dem öfter erscheinenden Bildhauer Jost Neibeck aus Sickingen.